# Giovanni Alasia
Giovanni Alasia detto Gianni (Torino, 7 febbraio 1927 – Torino, 1º luglio 2015) è stato un sindacalista, politico e partigiano italiano. È stato una personalità di spicco della CGIL torinese ed esponente del PCI. È tra i deputati della IX legislatura della Repubblica Italiana ed è tra i fondatori di Rifondazione Comunista, in cui milita fino alla morte.

## Biografia
Fin da giovanissimo impegnato nella militanza partigiana, aderì alle Brigate Matteotti divisione Bruno Buozzi, che presero parte alla liberazione di Torino. È proprio in questa fase della sua vita che entra a far parte del PSI nella minoranza interna che si opponeva all'adesione ai governi di centro-sinistra e al rapporto privilegiato con la DC.
Nel 1950 si sposa con Pierina Baima, scomparsa il 15 agosto 2009.
L'esperienza più importante della sua vita politico-sindacale si svolge dal 1959 al 1974, anni in cui ricopre l'incarico di Segretario della Camera del Lavoro di Torino, ossia la direzione provinciale della CGIL.
Nel 1964 è tra i fondatori del Partito Socialista Italiano di Unità Proletaria (PSIUP) assieme a Vittorio Foa e a personaggi come Lucio Libertini, Tullio Vecchietti, Andrea Margheri, Dario Valori, Vincenzo Gatto e Andrea Filippa.
Allo scioglimento del PSIUP, avvenuto nel 1972, sceglierà di entrare a far parte del PCI per il quale ricoprirà vari incarichi istituzionali: a Torino verrà eletto consigliere provinciale (1956 - 1960) e consigliere comunale (1960 - 1964); dal 1972 al 1974 verrà nominato consigliere del Comitato Economico Sociale della Comunità Europea in quota CGIL. Dal 1976 al 1980 ricoprirà l'incarico di Assessore al Lavoro e all'Industria della Regione Piemonte. Nel 1983 viene eletto alla Camera dei deputati e manterrà tale incarico fino alla fine della legislatura, nel 1987.
Nel 1991, in seguito al XX congresso del PCI che sancì la cosiddetta "svolta della Bolognina" è tra i fondatori, assieme ad Armando Cossutta, Sergio Garavini, Lucio Libertini e altri del Movimento per la Rifondazione Comunista, dal quale prenderà vita nel 1992 l'omonimo partito. Egli sarà il primo e unico coordinatore della federazione di Torino del movimento (l'anno successivo si costituì il partito e segretario della federazione di Torino divenne Marco Rizzo). Dal 1993 al 1997 è consigliere comunale del PRC a Torino. Per diversi anni lavora presso il Comitato Regionale del Piemonte di Rifondazione Comunista.
È stato candidato per Rifondazione Comunista alla presidenza della Regione Piemonte nelle elezioni regionali del 1995 raggiungendo la percentuale del 9,3%.
Nel mese di maggio 2015 ha ricevuto, assieme ad altri sette partigiani ex consiglieri comunali, il Sigillo Civico, la più alta onorificenza del Comune di Torino. Morì meno di due mesi più tardi, all'età di 88 anni.

## Principali pubblicazioni
- Gianni Alasia, Socialisti, centro sinistra, lotte operaie: nei documenti torinesi inediti degli anni '50 –'60, editore Cooperativa di cultura Lorenzo Milani, Torino, 1984
- Gianni Alasia, Le ville dei pescicani, editore Cooperativa di cultura Lorenzo Milani, Torino, 1990; con introduzione di Bianca Guidetti Serra
- Gianni Alasia, Partito amato, amaro partito, Edizioni Emmelibri, Novara, 1999; con prefazione di Fausto Bertinotti
- Gianni Alasia, Il fascino discreto della classe operaia. Anni 1960-1970 le lotte per le riforme, Edizioni Emmelibri, Novara, 2000; con prefazione di Vittorio Rieser
- Gianni Alasia, Il caso della Venchi Unica: un patrimonio dilapidato, Edizioni Emmelibri, Novara, 2001; con prefazione di Rocco Papandrea
- Gianni Alasia, Nostra Spagna, Edizioni Emmelibri, Novara, 2002; con prefazione di Rocco Papandrea
- Gianni Alasia, Chi e cosa erano i consigli di gestione? La SNOS di Torino e Savigliano. Una concreta esperienza di fabbrica (1949 – 1952), Editore Città di Savignano - Fim-Cisl, Fiom-Cgil, Uilm-Uil 2006 con prefazione di Sergio Dalmasso